# Эберхардт, Дженнифер
Дженнифер Эберхардт (англ. Jennifer L. (Lynn) Eberhardt; род. 1965, Кливленд, Огайо) — американский социальный психолог. Доктор философии (1993), именной профессор Стэнфорда, член Американского философского общества (2023). Макартуровский стипендиат (2014). Лауреат Lewis Thomas Prize (2022).
Родилась в семье с четырьмя старшими братьями и сестрами.
Окончила Университет Цинциннати (бакалавр, 1987), в 2002 году удостоится его Distinguished Alumnae Award. В Гарварде получила степени магистра A.M. (1990) и Ph.D. по психологии (1993). В 1995-1998 годах преподавала в Йеле. С 1998 года в Стэнфорде, где ныне именной профессор. Член Ассоциации психологических наук.
Специализируется на поведенческой психологии, в особенности ее интересует влияние неосознанных расовых предрассудков.
Ее супруг Ralph Richard Banks также работает в Стэнфорде. У них трое сыновей.